# Fíos
Fíos es una parroquia asturiana del concejo de Parres, en España, y se encuentra situada en la ladera del Sueve.
En el pueblo de Fíos podemos destacar los restos de una torre defensiva, la casa de indianos de Ángel Abarca, Las Lilas. Es destacable también el edificio de la escuela.